# Arthur Edward Barstow
Arthur Edward Barstow, britanski general, * 17. marec 1888, Edinburgh, Škotska,  † 28. januar 1942, Malezija.